# Clément Atangana
Pour les articles homonymes, voir Atangana.
Clément Atangana, né le 20 septembre 1941 à Ekoumeyeck, est un magistrat camerounais et premier président du Conseil constitutionnel du Cameroun.

## Biographie

### Enfance, éducation et débuts
Clément Atangana est né le 20 septembre 1941 dans le village d'Ekoumeyeck, dans la Région du Centre. Il est diplômé de l'École nationale d'administration et de magistrature.

### Carrière
Un décret du président Paul Biya, signé le 7 février 2018, le nomme président du Conseil constitutionnel.